# Саяно-Шушенське водосховище
Сая́но-Шу́шенське водосховище (рос. Саяно-Шушенское водохранилище) — водосховище, що утворилося в результаті будівництва Саяно-Шушенської ГЕС на річці Єнісей.
Водосховище Саяно-Шушенської ГЕС — сезонне регулювання. При проектній позначці з нормальним підпірним  рівнем водосховище поширюється на 312 км від греблі, з них 77 км — в межах Республіки Тива, в тому числі 52 км в Тувинській улоговині, далі 235 км — по території Красноярського краю і уздовж межі між Красноярським краєм і Республікою Хакасія Саянською ущелиною.

## Гідрологічні параметри водосховища
При нормальному підпорному рівні водосховище має такі характеристики:
- в межах Саянської ущелини: ширина — 0,5-3 км, глибина — від 30 до 220 м (біля греблі Саяно-Шушенської ГЕС);
- в Тувинській улоговині (де водосховище має озеровидний характер): ширина — 6-9 км, глибина — від 8 до 30 м;
- площа дзеркала водосховища — 621 км²;
- загальний об'єм водосховища — 31,34 км³;
- корисний об'єм — 15,34 км³;
- річний хід рівня води у водосховищі за рахунок спрацювання її через агрегати СШГЕС досягає 40 м.